# Metropolitano de Budapeste

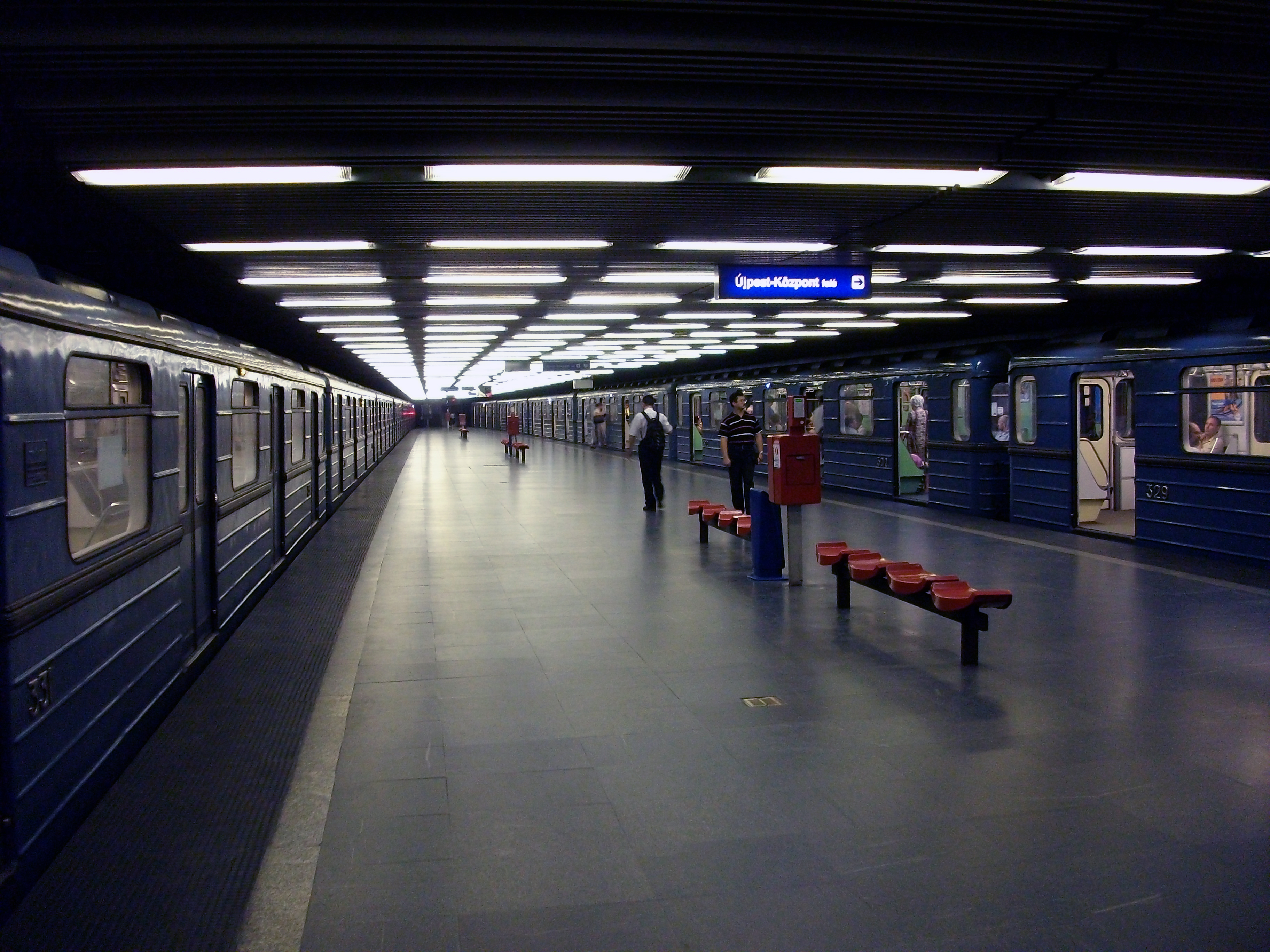
Metro de Budapeste, M3

O metropolitano de Budapeste é o sistema de metropolitano que opera na cidade de Budapeste, na Hungria. A rede tem actualmente quatro linhas, estando uma quinta a ser planejada. Foi inaugurado em 1896, sendo desta forma a segunda mais antiga rede de metropolitano da Europa (depois do Metropolitano de Londres) e uma das mais antigas do mundo.

## História
O objectivo original da construção do metropolitano de Budapeste era de facilitar a acessibilidade ao parque de Budapeste, evitando a construção de um transporte de superfície, tal como o eléctrico (bonde). O projecto foi aprovado em 1870 pelo Parlamento húngaro, e em 1894 começaram as obras para a sua construção. Foi inaugurado a 2 de Maio de 1896, no ano em que se comemorava o milénio desde a chegada dos Magiares. O troço começava na Praça de Vörösmarty (Vörösmarty tér) e ia até Mexikói út. Tinha 11 estações, das quais nove eram subterrâneas; a linha tinha um comprimento de 3,7 km, e passava um metro a cada dois minutos. Tinha a capacidade de levar 35 000 passageiros diariamente (actualmente transporta cerca de 100 000 por dia).

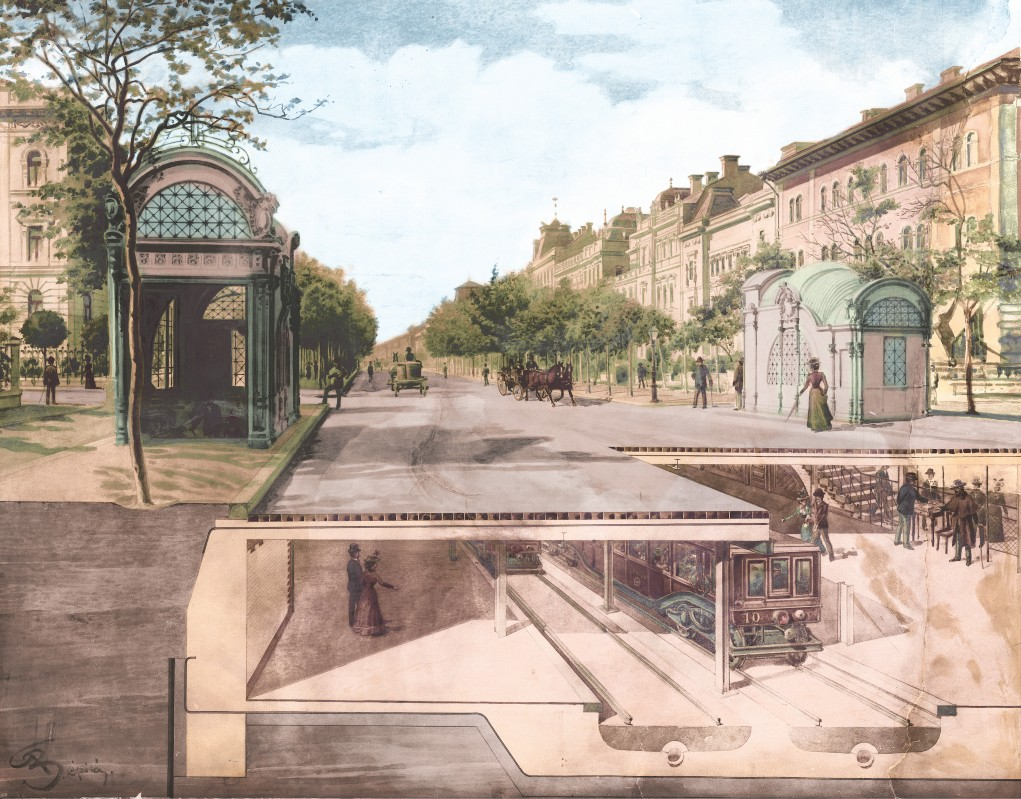
Gravura do metro de Budapeste.

Não tardaram em aparecer projectos para novas linhas; a ideia principal era definir duas linhas, uma no sentido Norte - Sul e outra Este - Oeste. Em 1942, chegou-se a um consenso no Concelho de Ministros, e foi dada ordem para a construção de mais duas linhas de metropolitano; as obras começaram em 1950. Originalmente, a M2 iria ligar duas das mais importantes estações ferroviárias da cidade: Keleti e Déli. Estava previsto que as obras estivessem terminadas em 1955, contudo, dificuldades políticas e económicas só permitiram que estas acabassem em 1963. A linha foi inaugurada a 4 de Abril de 1970 com um total de 7 estações; atravessa o rio Danúbio chegando a Buda. Cruzava-se com a linha já existente na estação de Deák Ferenc tér, que mais tarde também faria parte da M3.
A M1 sofreu algumas alterações de equipamento entre 1970 e 1973, tais como a substituição dos carris, e também a alteração do sentido de circulação, passando a andar à direita, à semelhança do resto da rede. A construção da M3 começou em 1970, e um primeiro troço de seis estações abriu em 1976. Foram-lhe acrescentadas mais cinco estações para sul até 1980, e nove para norte até 1990.
A construção da M4 começou em 1972. Contudo, surgiram inúmeros problemas nas últimas décadas; estima-se que estará pronta em 2009. Está a ser actualmente planeada uma quinta linha para o metro de Budapeste - M5 - fará o percurso norte - sul; começa na margem de Buda, passa o rio e cruza todas as outras linhas.

## Rede

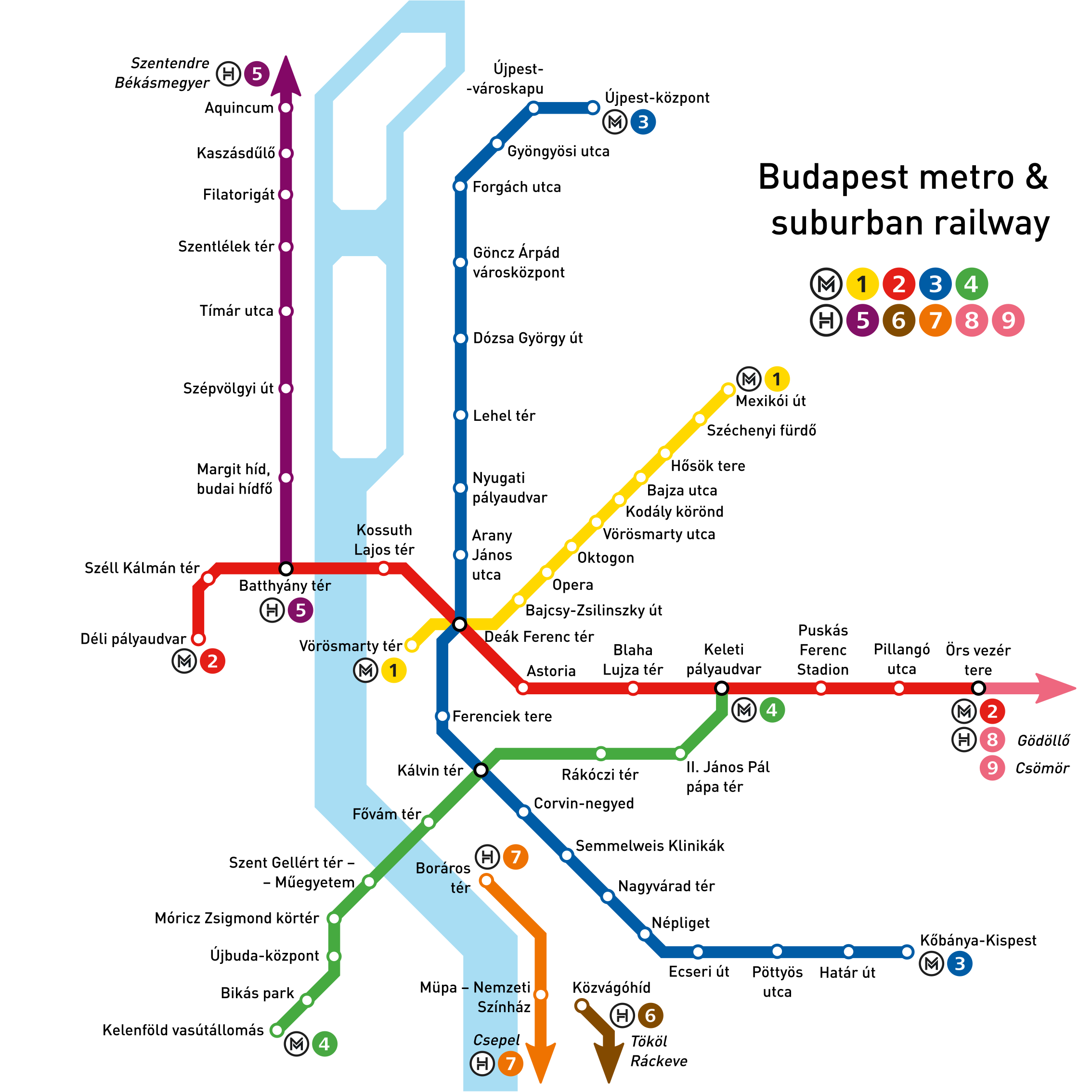
Diagrama do Metropolitano de Budapeste

| Linha | Cor      | Trajecto                                   | Inauguração | Número de estações |
| ----- | -------- | ------------------------------------------ | ----------- | ------------------ |
|       | Amarelo  | Vörösmarty tér ↔ Mexikói út                | 1896        | 11                 |
|       | Vermelho | Déli pályaudvar ↔ Örs vezér tere           | 1970        | 11                 |
|       | Azul     | Kõbánya-Kipest ↔ Újpest-Központ            | 1976        | 20                 |
|       | Verde    | Kelenföld vasútállomás ↔ Keleti pályaudvar | 2014        | 10                 |